# Hometown Story
Hometown Story (ホームタウンストーリー Hōmutaun Sutōrī) là một trò chơi video mô phỏng cuộc sống của đạo diễn Wada Yasuhiro dành cho hệ máy Nintendo 3DS. Trò chơi do Toybox Inc. phát triển, Natsume phân phối ngày 22 tháng 10 năm 2013 cho Bắc Mỹ, Rising Star Games phát hành ngày 12 tháng 5 năm 2014 cho Châu Âu, và Spike Chunsoft phát hành ngày 12 tháng 12 năm 2013 cho Nhật Bản. Trò chơi là một phần ngoại truyện của loạt Story of Seasons.

## Cốt truyện
Câu chuyện của Hometown Story bắt đầu khá mơ hồ. Nhân vật người chơi phát hiện ra rằng anh/cô ta hiện đang thừa kế một cửa hàng vốn thuộc về người bà vừa mới qua đời. Người chơi đi đến một thị trấn trong rừng, tìm cửa hàng và phát hiện ra một sinh vật kỳ lạ, bay lơ lửng, tên là Pochica bên trong. Thay vì chạy hoặc thậm chí hỏi Pochica là gì và tại sao nó lại ở đó, cả hai quyết định điều hành cửa hàng cùng nhau. Pochica cũng cung cấp cho người chơi một mảnh của chiếc lông vũ màu xanh ma thuật có thể sử dụng để ban điều ước.

## Lối chơi
Lối chơi của Hometown Story chủ yếu liên quan đến việc quản lý mức độ tăng trưởng của doanh nghiệp; mục đích của trò chơi là tối đa hóa lợi nhuận của cửa hàng. Người chơi cần xây dựng cửa hàng và tích trữ các vật phẩm như thực phẩm, dụng cụ và đồ vật quý hiếm, để bán cho những khách hàng quen thuộc đang xếp hàng chờ mua.
Tương tự như loạt Harvest Moon, người chơi có thể tương tác và kết bạn với nhiều người dân trong thị trấn. Thị trấn mà người chơi cư trú lúc đầu sẽ có mười người và sau đó sẽ phát triển lên đến 100 trăm NPC, người chơi sẽ phải gặp gỡ, trao đổi giao dịch, tùy thuộc vào hành động của họ trong suốt câu chuyện.
Điểm khác biệt với các trò chơi chính trong loạt Story of Seasons/Harvest Moon chính là việc mua và bán là yếu tố chính chứ không phải nông trại. Người chơi không thể trồng trọt, đánh cá, nấu ăn, khai thác mỏ hoặc thủ công mà buộc phải kiếm thức ăn hoặc mua các vật phẩm, sau đó nhờ giúp đỡ từ phía các dân làng hoặc cửa hàng khác để biến những vật phẩm đó thành một thứ có giá trị hơn. Tất cả các dân làng trong trò chơi đều là khách hàng và thích/ghét các mặt hàng khác nhau, có một danh sách mà người chơi có thể kiểm tra xem mỗi khách hàng thích gì và danh sách được cập nhật ngay khi khách hàng mới vào cửa hàng lần đầu tiên.
Có những đoạn cắt cảnh sự kiện của dân làng có liên quan đến cốt truyện; chúng được kích hoạt bằng cách nói chuyện với họ khi người chơi đi ra ngoài khám phá thị trấn. Một số đoạn cắt cảnh yêu cầu những điều kiện nhất định để kích hoạt, chẳng hạn như một vật phẩm quý hiếm đặc biệt hoặc khám phá hoàn toàn thị trấn.
Các nhiệm vụ trong trò chơi không được lưu trữ ở bất kỳ đâu, nên người chơi cũng không thể biết những nhiệm vụ nào đang hoạt động, vì vậy người chơi phải tự nhớ nhiệm vụ nào mà họ đã chấp nhận làm, khách hàng là ai và muốn gì. Hoàn thành các nhiệm vụ sẽ đem lại phần thưởng cho người chơi.

## Phát triển
Ban đầu trò chơi có mật danh là "Dự án Hạnh phúc" và được mô tả là một trò chơi nhằm lan tỏa sự hạnh phúc. Wada nói rằng bối cảnh trò chơi vẫn sẽ diễn ra trong vũ trụ Harvest Moon, nhưng sẽ là một trải nghiệm hoàn toàn khác.
Trò chơi đã được phát hành cho Nintendo 3DS và iOS vào năm 2013, nhưng phiên bản iOS không bao gồm toàn bộ nội dung của trò chơi, vì Wada muốn nó là một trải nghiệm nhỏ gọn hơn. Trò chơi phát hành ngày 22 tháng 10 năm 2013 tại Bắc Mỹ. Người sáng tạo ra loạt là Wada Yasuhiro đã xác nhận trong Gamescom là Rising Star Games sẽ xuất bản trò chơi ở Châu Âu vào tháng 5 năm 2014.
Trò chơi đã được giới thiệu tại E3 2013.

## Tiếp nhận
Trò chơi nhận được đánh giá "trung bình" với 47/100 điểm, theo tổng hợp đánh giá "Metacritic".
IGN đã cho trò chơi 5,0 trên 10, khen ngợi đồ họa và nhạc nền, nhưng lưu ý các điều kiện để mở khóa các đoạn cắt cảnh không rõ ràng, gây khó chịu, cũng như cách điều khiển.
Marcel van Duyn của Nintendo Life đánh giá trò chơi ở mức trung bình với 5 trên 10 điểm, ông nói "về cơ bản nó là một Harvest Moon ít phức tạp hơn, bạn sẽ quản lý một cửa hàng thay vì một trang trại. Thật không may là có quá ít công việc và nó bị lặp đi lặp lại".